# Névez
Névez település Franciaországban, Finistère megyében. Lakosainak száma 2721 fő (2022. január 1.). Névez Pont-Aven és Trégunc községekkel határos.

## Népesség
A település népességének változása:
| Lakosok száma | 3111 | 2700 | 2574 | 2605 | 2682 | 2654 | 2661 | 2686 | 2694 | 2721 |
|               | 1968 | 1982 | 1990 | 2006 | 2013 | 2015 | 2017 | 2019 | 2020 | 2022 |